# Brynäs IF Fotboll
El Brynäs IF Fotboll es un equipo de fútbol de Suecia que juega en la Division 4 Gästrikland, una de las ligas que conforman la sexta división de fútbol en el país.

## Historia
Fue fundado el 12 de mayo de 1912 en la ciudad de Gävle y llegó a ganar el Campeonato de Suecia en el año 1925, justo antes del nacimiento de la Allsvenskan.
Bajo la nueva liga, el club participó por primera vez en la temporada de 1974, aunque en esa temporada terminó en último lugar entre 14 equipos, en donde solo ganó dos de 26 partidos.
En 1979 se fusiona con el Gefle IF y pasó a llamarse Gefle IF/Brynäs, pero la fusión fue disuelta en 1982.

## Palmarés
- Swedish Champions (1): 1925
- Svenska Mästerskapet (1): 1925
- Division 2 Norra (1): 1973
- Division 3 Södra Norrland (1): 1964, 1979
- Division 4 Gästrikland (1): 2001

## Clubes afiliados
- Gestriklands Fotbollförbund.[3]